# Gertrude Ederleová
Gertrude Caroline Ederleová (23. října 1905 New York – 30. listopadu 2003 Wyckoff) byla americká plavkyně, která jako první žena překonala Lamanšský průliv.
Pocházela z rodiny německých přistěhovalců, její otec provozoval řeznictví na Manhattanu. V šestnácti letech vstoupila do klubu Women's Swimming Association, kde ji trénoval Louis Handley. Během závodní kariéry překonala devět světových rekordů, startovala na olympijských hrách 1924, kde získala bronzové medaile v individuálních závodech na 100 metrů a 400 metrů volným způsobem a byla členkou vítězné štafety na 4×100 m.
V roce 1925 uplavala 22 mil z Battery Parku na Sandy Hook za rekordních sedm hodin a jedenáct minut. V srpnu téhož roku se neúspěšně pokusila přeplavat Lamanšský průliv, zdařil se až druhý pokus 6. srpna 1926, kdy odstartovala z mysu Gris Nez na francouzské straně a dostala se na anglické pobřeží u vesnice Kingsdown. Byla první ženou, která zdolala Kanál, a vytvořila přitom rekordní čas 14 hodin a 39 minut. Tento úspěch jí vynesl přezdívku Queen of the Waves (Královna vln) a přijetí u prezidenta Calvina Coolidge. Díky své popularitě vystupovala profesionálně v plaveckých exhibicích a hrála v němém filmu Swim Girl, Swim. Později působila jako učitelka plavání ve škole pro nedoslýchavé (sama byla sluchově postižená po prodělaných spalničkách), žila neprovdána a dožila se 98 let. V roce 2024 byl na její počest natočen životopisný film Dívka a moře (Young Woman and the Sea).